# Верховный Совет Азербайджана
Верхо́вный Сове́т Азербайджа́нской ССР, с 1991 года Верхо́вный Сове́т Азербайджа́нской Республики (азерб. Azərbaycan SSR Ali Soveti) — в 1938—1994 годах высший орган государственной власти Азербайджанской ССР и независимого Азербайджана (с 30 августа 1991 года).
В 1994 году был переименован в Милли Меджлис (Национальное Собрание) и продолжил функционировать до окончания конституционного срока в 1995 году.

## История
28 апреля 1920 года власть перешла к большевикам. Парламент АДР был распущен.
Законодательные полномочия перешли к Совету Народных Комиссаров Азербайджанской ССР.
Полномочиями также обладал Центральный Комитет Коммунистической партии Азербайджанской ССР.
19 мая 1921 года была принята Конституция Азербайджанской ССР. Был учреждён Азербайджанский съезд Советов как верховный государственный орган.
В период между съездами высшей властью наделялся Азербайджанский Центральный Исполнительный Комитет (АзЦИК).
12 марта 1922 года была создана Закавказская Социалистическая Федеративная Советская Республика. Верховная власть перешла к Закавказскому ЦИК.
После принятия Конституции Азербайджанской ССР 1937 года высшим органом государственной власти установлен Верховный Совет Азербайджанской ССР.
Первые выборы в Верховный Совет были проведены 24 июня 1938 года. Выборы являлись прямыми.
26 ноября 1991 года Верховный Совет Азербайджана передал свои полномочия Национальному Совету, состоявшему из 50 человек, выбранных из числа членов Верховного Совета.

## Работа
Выборы в Верховный Совет проходили раз в 4 года. От 12 500 человек населения избирался один депутат.
Каждый год проходило по 2 сессии. На первой сессии избирались председатель, 4 заместителя председателя, Президиум и члены комиссий Верховного Совета.

## Созывы
| №        | Период деятельности | Количество депутатов |
| -------- | ------------------- | -------------------- |
| 1 созыв  | 1938—1946           | 310 депутатов        |
| 2 созыв  | 1947—1950           | 310 депутатов        |
| 3 созыв  | 1951—1954           | 310 депутатов        |
| 4 созыв  | 1955—1959           | 310 депутатов        |
| 5 созыв  | 1959—1962           | 325 депутатов        |
| 6 созыв  | 1963—1966           | 345 депутатов        |
| 7 созыв  | 1967—1970           | 380 депутатов        |
| 8 созыв  | 1971—1975           | 385 депутатов        |
| 9 созыв  | 1975—1979           | 400 депутатов        |
| 10 созыв | 1980—1984           | 450 депутатов        |
| 11 созыв | 1985—1990           | 450 депутатов        |
| 12 созыв | 1991                |                      |

## Председатели Верховного Совета Азербайджанской ССР
| №  | ФИО                                 | Портрет | Срок полномочий                |
| -- | ----------------------------------- | ------- | ------------------------------ |
| 1  | Якубов Мир Теймур Мир Алекпер оглы  |         | 18 июля 1938 — 7 апреля 1941   |
| 2  | Алиев Азиз Мамед Керим оглы         |         | 7 апреля 1941 — 6 марта 1944   |
| 3  | Кафар-заде, Султан Асадулла оглы    |         | 6 марта 1944 — 22 марта 1947   |
| 4  | Юсифов, Юсиф Нифтали оглы           |         | 22 марта 1947 — 26 марта 1951  |
| 5  | Ахмедов, Ага Мирза Мирза Али оглы   |         | 26 марта 1951 — 18 апреля 1953 |
| 6  | Топчибашев Мустафа Агабек оглы      |         | 18 апреля 1953 — 25 марта 1955 |
| 7  | Байрамов, Абдулла Салим оглы        |         | 25 марта 1955 — 23 января 1958 |
| 8  | Ибрагимов Мирза Аджар оглы          |         | 23 января 1958 — 25 марта 1959 |
| 9  | Джафарли, Газанфар Муса оглы        |         | 25 марта — 26 ноября 1959      |
| 10 | Таги-заде, Али Али оглы             |         | 26 ноября 1959 — 29 марта 1963 |
| 11 | Дадаш-заде Мамед Ариф Магеррам оглы |         | 29 марта 1963 — 5 апреля 1967  |
| 12 | Топчибашев Мустафа Агабек оглы      |         | 5 апреля 1967 — 1 июля 1971    |
| 13 | Рустам-заде Сулейман Али Аббас оглы |         | 1 июля 1971 — 10 июня 1989     |

## Председатели Президиума Верховного Совета Азербайджанской ССР
| №  | ФИО                           | Портрет | Срок полномочий                   |
| -- | ----------------------------- | ------- | --------------------------------- |
| 1  | Касумов Мир Башир Фаттах оглы |         | 21 июля 1938 — 23 апреля 1949     |
| 2  | Вакантно                      |         | 23 апреля — 18 мая 1949           |
| 3  | Гейдаров Назар Гейдар оглы    |         | 18 мая 1949 — 9 марта 1954        |
| 4  | Ибрагимов Мирза Аджар оглы    |         | 9 марта 1954 — 23 января 1958     |
| 5  | Абдуллаев Ильяс Керим оглы    |         | 23 января 1958 — 25 ноября 1959   |
| 6  | Джафаров Сафтар Мамед оглы    |         | 25 ноября 1959 — 16 ноября 1961   |
| 7  | Вакантно                      |         | 16 ноября — 29 декабря 1961       |
| 8  | Искендеров Мамед Абдул оглы   |         | 29 декабря 1961 — 25 декабря 1969 |
| 9  | Халилов Курбан Али оглы       |         | 25 декабря 1969 — 30 декабря 1985 |
| 10 | Татлиев Сулейман Байрам оглы  |         | 30 декабря 1985 — 22 июня 1989    |
| 11 | Кафарова Эльмира Микаил кызы  |         | 22 июня 1989 — 18 мая 1990        |

## Председатели Верховного Совета Азербайджанской ССР (1990—1991)
В мае 1990 года Президиум Верховного совета Азербайджанской ССР был расформирован и его функции переданы Председателю Верховного совета. Таким образом, при сходном названии, должность Председателя Верховного совета Азербайджанской ССР в 1990—1991 годах по содержанию весьма отличалась от одноимённой должности до 1990 года.
| № | ФИО                          | Портрет | Срок полномочий            |
| - | ---------------------------- | ------- | -------------------------- |
| 1 | Кафарова Эльмира Микаил кызы |         | 18 мая 1990 — 5 марта 1992 |

## В названиях
- Бакинское высшее общевойсковое командное училище имени Верховного Совета Азербайджанской ССР